# Колесова-Расторгуева, Марфа Петровна
Марфа Петровна Колесова-Расторгуева (3 апреля 1950, село Хочо, Мегино-Кангаласский улус, Якутская АССР, РСФСР — 5 ноября 2016, Южная Корея) — советская и российская эстрадная певица, артистка цирка.
Заслуженная артистка Российской Федерации (2001). Народная артистка Республики Якутия.

## Биография
В 1970-м году выступила в Москве на праздновании 100-летия В. И. Ленина, где исполнила якутский тойук «Спасибо великому Ленину», который сама же и сочинила. Выступление было записано на радио, исполнительницу снимали в телепередаче «Карусель». После этого её зачислили в ВТМЭИ без конкурса.
В 1970—1972 годах училась во Всероссийской творческой мастерской эстрадного искусства (ВТМЭИ) при Росконцерте, ученица народной артистки РСФСР Ирмы Петровны Яунзем. Была в числе 15 выпускников, из которых был сформирован первый профессиональный эстрадный коллектив «Якутская эстрада-72». Творческий путь начала в концертно-эстрадном бюро Якутского государственного музыкально-драматического театра имени П. А. Ойунского — ЯГМДТ в качестве солистки — вокалистки. С гастролями побывала в более чем 30 странах мира (США, Великобритания, Франция, Швеция, Финляндия, Лаос, Сейшелы, Маврикий, Мадагаскар, Польша, Афганистан и др.).
В 1990-х годах вместе с мужем Сергеем Расторгуевым участвовала в создании цирка в Якутии, была заместителем директора. В 1990 году были организованы группы цирк-синтез-театр «Ойуун» и «Туhулгэ», которые стали основой создания «Сахацирка». С 1994 года работала директором детской цирковой студии в «Сахацирке». Была членом Союза цирковых деятелей России, членом Общественного Совета при МВД РС (Я).
Скончалась в Южной Корее, где находилась на лечении последние дни жизни.

### Семья
Была замужем за артистом цирка Сергеем Расторгуевым.

## Награды и премии
- Лауреат премии Якутского комсомола (1976).
- Заслуженная артистка Якутской АССР (1990).
- Народная артистка Республики Саха (Якутия)
- Медаль «Ветеран труда» (1990).
- «За работу в экстремальных условиях» Афаганистан мэтээлэ (1990).
- Заслуженная артистка Российской Федерации (2001).
- Знак отличия «370 лет Якутия с Россией» ураты Бэлиэ (2002).
- «Гражданская доблесть» (2003).
- Почётный гражданин Мегино-Кангаласского улуса и Нахаринского наслега.